# Сары-Алтын
Сары-Алтын (кирг. Сары-Алтын) — село в Кадамжайском районе Баткенской области Кыргызстана. Входит в состав айылного аймака Майдан.

## География
Село расположено в восточной части области, на берегах канала имени XVII Партсъезда, вблизи государственной границы с Узбекистаном, на расстоянии приблизительно 20 километров (по прямой) к северо-востоку от города Кадамжай, административного центра района.

## Население
Согласно оценочным данным Национального статистического комитета Кыргызской Республики, численность населения села на начало 2023 года составляла 1503 человека.
| год     | 2009 | 2014 | 2015 | 2020 | 2021 | 2023 |
| ------- | ---- | ---- | ---- | ---- | ---- | ---- |
| человек | 971  | 933  | 1235 | 1430 | 1437 | 1503 |